# BWF International Series 2008
Die BWF International Series 2008 war die zweite Auflage der BWF International Series im Badminton.

## Turniere und Sieger
| Veranstaltung | Herreneinzel             | Dameneinzel              | Herrendoppel                              | Damendoppel                                | Mixed                                    |
| ------------- | ------------------------ | ------------------------ | ----------------------------------------- | ------------------------------------------ | ---------------------------------------- |
| Schweden      | Marc Zwiebler            | Li Wenyan                | Rasmus Andersen Peter Steffensen          | Yu Qi Cai Jiani                            | Peter Steffensen Julie Houmann           |
| Uganda        | Kęstutis Navickas        | Agnese Allegrini         | Dinuka Karunaratne Diluka Karunaratne     | nicht ausgetragen                          | nicht ausgetragen                        |
| Österreich    | Anand Pawar              | Zhang Xi                 | Fran Kurniawan Rendra Wijaya              | Cai Jiani Yu Qi                            | Zhang Yi Cai Jiani                       |
| Portugal      | Anand Pawar              | Kaori Imabeppu           | Ruud Bosch Koen Ridder                    | Cai Jiani Zhang Xi                         | Zhang Yi Cai Jiani                       |
| Rumänien      | Ville Lång               | Hwang Hye-youn           | Vladimir Metodiev Krasimir Jankov         | Olga Golovanova Anastasia Prokopenko       | Stilian Makarski Diana Dimova            |
| Peru          | Kevin Cordón             | Claudia Rivero           | Francisco Ugaz José Antonio Crespo        | Eugenia Tanaka Tania Luiz                  | Andrés Corpancho Cristina Aicardi        |
| Mauritius     | Edwin Ekiring            | Grace Daniel             | Jinkan Ifraimu Ola Fagbemi                | Chantal Botts Michelle Edwards             | Dorian James Michelle Edwards            |
| Kenia         | Chetan Anand             | Ana Moura                | Georgie Cupidon Steve Malcouzane          | Michelle Edwards Chantal Botts             | Greg Orobosa Okuonghae Grace Daniel      |
| Kroatien      | Ville Lång               | Kaori Imabeppu           | Rupesh Kumar Sanave Thomas                | Maria Thorberg Kati Tolmoff                | Baptiste Carême Laura Choinet            |
| Thailand      | Tanongsak Saensomboonsuk | Porntip Buranaprasertsuk | Fernando Kurniawan Lingga Lie             | Yukina Oku Megumi Taruno                   | Lingga Lie Keshya Nurvita Hanadia        |
| Kuba          | Yuhan Tan                | Solángel Guzmán          | Alexander Hernández Osleni Guerrero       | Solángel Guzmán Lisandra Suárez            | Osleni Guerrero Lisandra Suárez          |
| Polen         | Marc Zwiebler            | Juliane Schenk           | Michał Łogosz Robert Mateusiak            | Shendy Puspa Irawati Meiliana Jauhari      | Robert Mateusiak Nadieżda Kostiuczyk     |
| Singapur      | Ahn Hyun-suk             | Porntip Buranaprasertsuk | Fernando Kurniawan Lingga Lie             | Shinta Mulia Sari Yao Lei                  | Ricky Widianto Yao Lei                   |
| Finnland      | Martin Bille Larsen      | Elizabeth Cann           | Fran Kurniawan Rendra Wijaya              | Lena Frier Kristiansen Kamilla Rytter Juhl | Fran Kurniawan Shendy Puspa Irawati      |
| Nigeria       | Alexandre Paixão         | Xu Bingxin               | Ola Fagbemi Jinkan Ifraimu                | nicht ausgetragen                          | Greg Orobosa Okuonghae Grace Daniel      |
| Kanada        | Shoji Sato               | Yi Tai                   | Keishi Kawaguchi Naoki Kawamae            | Reika Kakiiwa Mizuki Fujii                 | Chen Hung-ling Chou Chia-chi             |
| Ungarn        | Anand Pawar              | Petya Nedelcheva         | Kasper Henriksen Christian Skovgaard      | Anastasia Prokopenko Olga Golovanova       | Vitaliy Durkin Nina Vislova              |
| Niederlande   | Hans-Kristian Vittinghus | Larisa Griga             | Kristof Hopp Ingo Kindervater             | Kamila Augustyn Nadieżda Kostiuczyk        | Rasmus Bonde Helle Nielsen               |
| Mongolei      | Alistair Casey           | Enkhmandakh Purevsuren   | Alistair Casey Clemens Michael Smola      | nicht ausgetragen                          | Enkhbat Olonbayar Enkhmandakh Purevsuren |
| Nepal         | Chetan Anand             | Bibari Basumatary        | Valiyaveetil Diju Akshay Dewalkar         | Jwala Gutta Shruti Kurien                  | Valiyaveetil Diju Jwala Gutta            |
| Waikato       | Ajay Jayaram             | Ayaka Takahashi          | Rei Sato Naomasa Senkyo                   | Ayaka Takahashi Koharu Yonemoto            | Henry Tam Donna Haliday                  |
| North Shore   | John Moody               | Sayaka Sato              | Rei Sato Naomasa Senkyo                   | Ayaka Takahashi Koharu Yonemoto            | Henry Tam Donna Haliday                  |
| Zypern        | Kasper Ipsen             | Camilla Overgaard        | Magnús Ingi Helgason Helgi Jóhannesson    | Maria Helsbøl Anne Skelbæk                 | Peter Mørk Maria Helsbøl                 |
| Wales         | Brice Leverdez           | Kati Tolmoff             | Andrew Bowman Martyn Lewis                | Mariana Agathangelou Jillie Cooper         | Watson Briggs Jillie Cooper              |
| Syrien        | Mohammadreza Kheradmandi | Sayali Gokhale           | Mohammadreza Kheradmandi Ali Shahhosseini | Negin Amiripour Sahar Zamanian             | Mohammad Attique Isha Akram              |
| Puerto Rico   | Kevin Cordón             | Victoria Montero         | Antonio de Vinatea Martín del Valle       | Claudia Zornoza Katherine Winder           | Andrés Corpancho Katherine Winder        |
| Griechenland  | Hsieh Yu-hsing           | Hung Shih-han            | Chien Yu-hsun Lin Yen-jui                 | Maria Helsbøl Anne Skelbæk                 | Chen Hung-ling Hsieh Pei-chen            |